# Fidelity National Information Services
Fidelity National Information Services, Inc. (NYSE: FIS) (FIS) er en amerikansk multinational finansteknologi- og finansiel servicevirksomhed. De tilbyder handelsløsninger, bankløsninger og kapaitalmarkedsløsninger.  I 2021 havde de en omsætning på 13,88 mia. USD og 65.000 ansatte. I 2019 opkøbte de Worldpay.